# Oliver Caruso
Oliver Caruso (Mosbach, 20 de febrero de 1974) es un deportista alemán que compitió en halterofilia.
Participó en dos Juegos Olímpicos de Verano, en los años 1992 y 1996, obteniendo una medalla de bronce en Atlanta 1996, en la categoría de 91 kg. Ganó dos medallas en el Campeonato Mundial de Halterofilia, plata en  1998 y bronce en 2002, y tres medallas en el Campeonato Europeo de Halterofilia entre los años 1996 y 1998.

## Palmarés internacional
| Juegos Olímpicos   | Juegos Olímpicos         | Juegos Olímpicos  | Juegos Olímpicos |
| Año                | Lugar                    | Medalla           | Categoría        |
| ------------------ | ------------------------ | ----------------- | ---------------- |
| 1996               | Atlanta (Estados Unidos) | Medalla de bronce | 91 kg            |
| Campeonato Mundial |                          |                   |                  |
| Año                | Lugar                    | Medalla           | Categoría        |
| 1998               | Lahti (Finlandia)        | Medalla de plata  | 94 kg            |
| 2002               | Varsovia (Polonia)       | Medalla de bronce | 94 kg            |
| Campeonato Europeo |                          |                   |                  |
| Año                | Lugar                    | Medalla           | Categoría        |
| 1996               | Stavanger (Polonia)      | Medalla de plata  | 91 kg            |
| 1997               | Rijeka (Croacia)         | Medalla de plata  | 91 kg            |
| 1998               | Riesa (Alemania)         | Medalla de oro    | 94 kg            |